# Curry phanaeng
Il curry phanaeng (in thailandese แกงพะแนง, kaeng phanaeng; trascrizione IPA: [pʰaʔˈnɛːŋ], spesso trascritto anche panang e panaeng) è uno dei curry più popolari della Thailandia. L'aromatica salsa di questo piatto è asciutta e particolarmente concentrata e gustosa grazie anche all'utilizzo della crema di cocco, al contrario della maggior parte degli altri curry thailandesi che sono più brodosi. La crema di cocco lo rende inoltre meno piccante di altri curry thailandesi.
Il curry phanaeng tradizionale si prepara con carne di manzo, ma può essere cucinato anche con altre carni, pesce, gamberetti ecc. e per i vegetariani si può fare con vegetali e/o tofu. L'ingrediente che ne caratterizza il gusto è la pasta di curry phanaeng, un battuto dolce di varie spezie aromatiche, a cui si unisce il salato della salsa di pesce in fase di cottura. Va di solito consumato con riso bianco bollito o al vapore.

## Storia
Secondo alcuni, il piatto e il suo nome derivano dalla tradizione gastronomica di Penang, un'isola oggi in Malaysia non lontana dai confini thailandesi che secoli fa faceva parte dei territori controllati dal Siam. La cucina tradizionale di Penang è simile a quelle del resto della Malesia e dell'Indonesia, nelle quali si fa un largo impiego di spezie aromatiche. Secondo altri è un piatto tipico della Thailandia Centrale e il suo nome non ha altri significati.
La più antica ricetta conosciuta di curry phanaeng risale al 1890 e fu pubblicata in Siam dall'allora nota cantante Maawm Sohm Jeen (Raa Chaa Noopraphan, หม่อม ซ่ ม จีน, ราชา นุ ประ พันธุ์) sul suo libro di cucina nel quale compaiono le ricette di altri tra i più famosi piatti nazionali. Si tratta del più datato libro di ricette thailandesi venuto alla luce e risale a un periodo in cui la popolazione si nutriva soprattutto di pesce, riso e vegetali, mentre tra i nobili della corte di re Rama V era di moda sperimentare nuove pietanze ricercate come il curry phanaeng, fatte con spezie che erano a quel tempo costose e provenienti dall'estero.

## Preparazione

### Pesto di curry phanaeng
Il pesto si trova confezionato in commercio, per farlo artigianalmente gli ingredienti da utilizzare vanno pestati in un mortaio. I primi sono il sale e l'aglio, che vanno pestati fino a quando formano una pasta omogenea. Un procedimento identico va fatto con gli altri ingredienti del pesto, che vanno aggiunti e pestati uno alla volta. Peperoncino piccante secco, semi di coriandolo, semi di cumino, arachidi tostate e pepe (bianco o nero a seconda dei gusti e della ricetta scelta) vanno pestati e ridotti in polvere separatamente uno alla volta prima di essere aggiunti al composto. Vanno inoltre aggiunti la parte più tenera della citronella, galanga o zenzero, scalogno, pasta di gamberetti e zucchero di palma o altro zucchero scuro. Tra gli altri ingredienti di altre ricette che possono essere aggiunti vi sono le foglie di combava polverizzate, concentrato di pomodoro, radici di coriandolo e piselli mangiatutto, conosciuti anche come taccole (Pisum sativum della varietà macrocarpon).

### Con carne o vegetariano
I curry phanaeng più diffusi sono quelli di manzo, che va tagliato a fettine, così come nel caso in cui si scelga altra carne come il maiale; si può inoltre cucinare con pesce (come l'halibut), gamberetti ecc. In tutti questi casi si possono aggiungere vegetali per arricchire il sapore. Per i vegetariani si può fare con verdure varie e/o con tofu fresco, preferibilmente compatto.

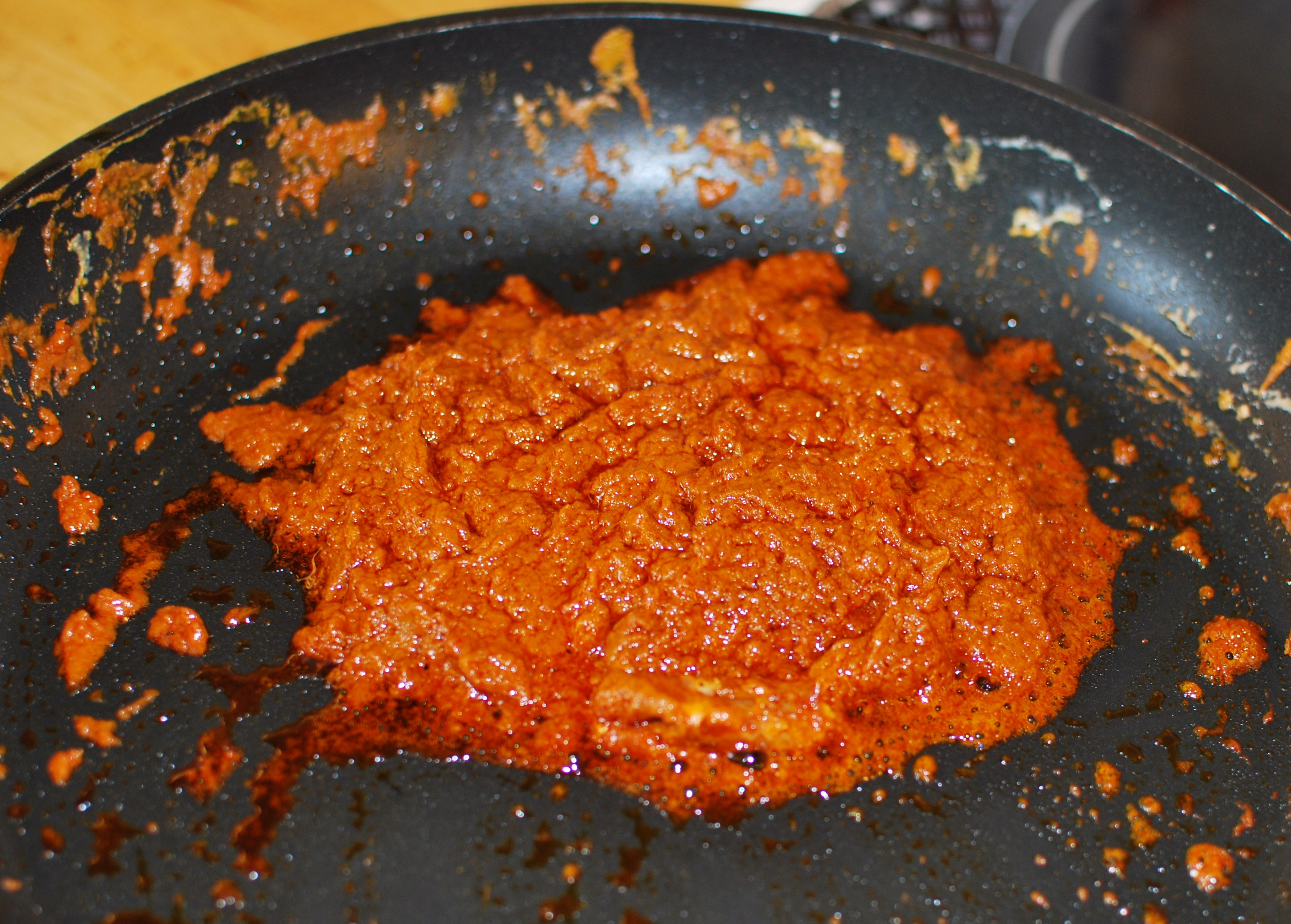
Pasta di phanaeng cotta con crema di cocco

### Altri ingredienti e cottura
Vi sono diversi procedimenti e vengono utilizzate anche diverse spezie in fase di cottura. Si può cominciare friggendo al salto la pasta di curry con dell'olio vegetale fino a renderlo aromatico, e si aggiunge quindi crema di cocco e foglie di combava spezzettate. Mischiare fino a quando la crema di cocco tende a seccarsi, aggiungere poi la carne e/o le eventuali verdure scelte e quando sono rosolate mettere altra crema di cocco, salsa di pesce (o salsa di soia per i vegetariani) e zucchero. Quando la carne e le verdure sono cucinate abbastanza spegnere il fuoco. Al posto della pasta di curry phanaeng è anche possibile utilizzare pasta di curry rosso e aggiungere pepe, coriandolo, cumino ecc. in fase di cottura. Nel caso di phanaeng al manzo e/o per aromatizzare ulteriormente, si può ammorbidire la salsa che si forma con del brodo di pollo. Nel caso il curry venga preparato con vegetali si può cucinarlo al forno, nel qual caso è consigliato di grigliare prima i vegetali.

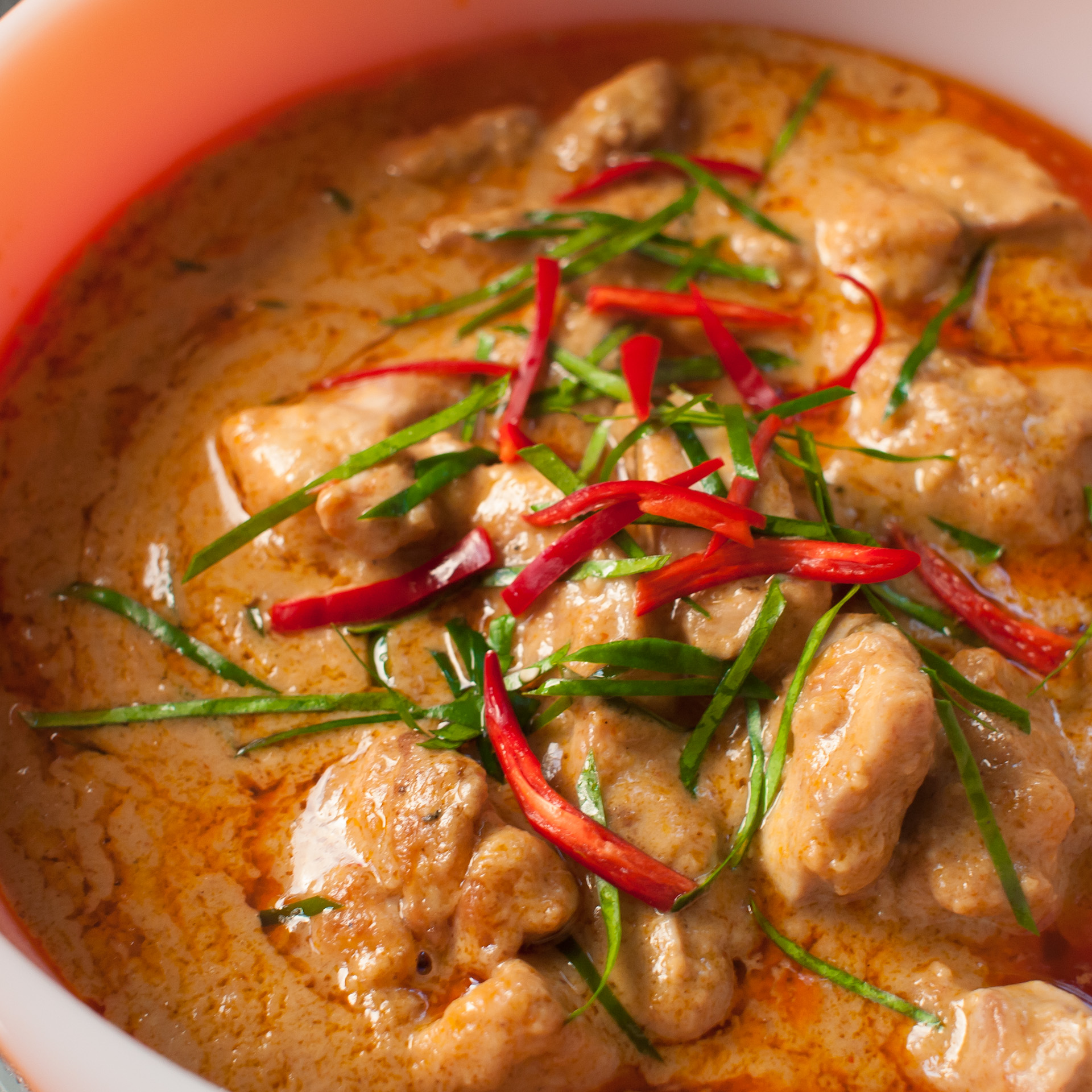
Phanaeng al pollo con strisce di foglie di combava e di peperoncino

## Servizio
Servire con della crema di cocco sul curry come guarnitura, con foglie di combava tagliate a fini listarelle, del basilico thai e del peperoncino fresco a fette. Va consumato assieme al riso bianco bollito al vapore, preferibilmente riso jasmine thailandese. Sulle tavole thailandesi viene di solito posto un contenitore con nam pla phrik, salsa di pesce con peperoncini thai tagliati fini, per i palati più piccanti e nel caso che il curry sia povero di sale.